# 原子泉
原子泉（げんしいずみ、英: atomic fountain）とは、冷却原子を噴水あるいは泉のように打ち上げる技術のこと。
原子は、特定の周波数の電磁波（セシウムであれば、マイクロ波領域になる）と作用すると、違うエネルギー状態へ遷移する。この共鳴現象を利用した安定な周波数の発生により、正確な時を刻む装置が原子時計であるが、冷却された原子をマイクロ波と相互作用させる領域まで輸送するために、ムービング・モラセスなどを用いて噴流を上方に打ち上げる方法が用いられることがある。このような手法を、原子泉方式、あるいは、セシウムを用いる場合（メートル法の時刻の基準がセシウム原子の振動周波数であるためセシウムを用いることが多い）セシウム・ファウンテンと呼ぶ。原子泉方式のセシウム原子時計のことをセシウム原子泉時計またはセシウムファウンテンと呼ぶこともある。